# Devadatta argyoides
Devadatta argyoides – gatunek ważki z rodziny Devadattidae.
Gatunek ten rozmnaża się w małych strumieniach leśnych do wysokości 1600 m n.p.m. Występuje na Sumatrze, wyspach Lingga, w Singapurze, półwyspowej części Malezji, południowej i zachodniej Tajlandii i południowej Birmie.
Populacja z wyspy Tioman, wyróżniająca się innym kolorem wierzchołków skrzydeł, bywała traktowana jako osobny podgatunek D. a. tiomanensis Laidlaw, 1934. Obecnie traktowany jest on jako synonim.